# Scudo di Orione

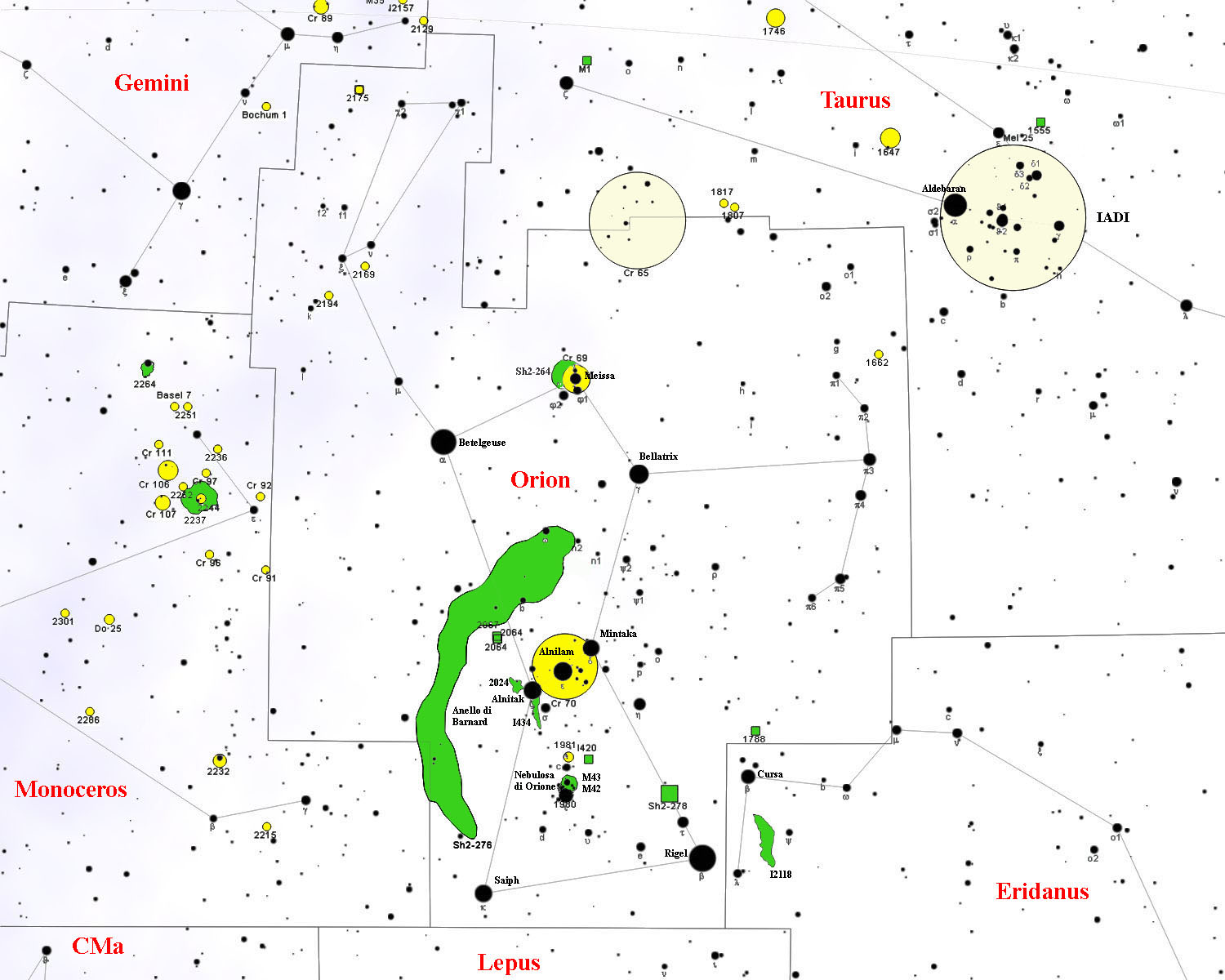
Mappa della costellazione di Orione. L'asterismo dello scudo di Orione è visibile al centro, a ovest di Bellatrix (destra nell'immagine).

Lo Scudo di Orione è un asterismo visibile nella parte occidentale della costellazione di Orione.
Nella nomenclatura di Bayer le sei stelle che lo compongono sono complessivamente indicate come Pi Orionis (π Ori / π Orionis); in questo rappresentano una delle poche eccezioni alla regola che prevede l'indicazione con lo stesso nome solamente di stelle che appaiono molto vicine fra loro. L'estremo settentrionale dell'asterismo, π1 Orionis, è, contro la citata regola, a circa 9° a nord dell'estremo opposto, π6 Orionis.
Singolarmente, sono identificate come: 
- π1 Orionis (7 Orionis, secondo la nomenclatura di Flamsteed)
- π2 Orionis (2 Orionis)
- π3 Orionis (Tabit, 1 Orionis)
- π4 Orionis (3 Orionis)
- π5 Orionis (8 Orionis, forma una doppia visuale con 5 Orionis)
- π6 Orionis (10 Orionis)

La stella più luminosa dell'asterismo è π3 Orionis con una magnitudine 3,19, relativamente vicina al Sistema solare, da cui dista 26,2 anni luce.
Seguono π4 Orionis con magnitudine 3,68, π5 Orionis con magnitudine 3,71, entrambe di classe spettrale B; π2 Orionis con magnitudine 4,35, π6 Orionis con magnitudine 4,47 e π1 Orionis con 4,64.
L'asterismo nel suo complesso non è molto luminoso, tuttavia ha una forma caratteristica che lo rende ben riconoscibile se il punto di osservazione è sufficientemente buio. La sua osservazione può essere condotta da tutte le aree popolate della Terra, dal momento che viene a trovarsi pochissimi gradi a nord dell'equatore celeste; i mesi ideali per la sua osservazione nel cielo serale vanno da novembre fino ad aprile.